# Epacrocatantops
Epacrocatantops is een geslacht van rechtvleugeligen uit de familie veldsprinkhanen (Acrididae). De wetenschappelijke naam van dit geslacht is voor het eerst geldig gepubliceerd in 1984 door Jago.

## Soorten
Het geslacht Epacrocatantops  is monotypisch en omvat slechts de volgende soort:
- Epacrocatantops curvicercus (Miller, 1929)